# Lúky Horného vrchu
Lúky Horného vrchu este o arie protejată (arie specială de conservare — SAC, sit de importanță comunitară — SCI) din Slovacia întinsă pe o suprafață de 256,96 ha, integral pe uscat.

## Localizare
Centrul sitului Lúky Horného vrchu este situat la coordonatele 48°37′12″N 20°43′12″E / 48.619894°N 20.719891°E.

## Înființare
Situl Lúky Horného vrchu a fost declarat sit de importanță comunitară în decembrie 2021.

## Biodiversitate
Situată în ecoregiunea alpină, aria protejată conține 2 habitate naturale: Pajiști uscate seminaturale și facies de acoperire cu tufișuri pe substraturi calcaroase (Festuco-Brometalia) (* situri importante pentru orhidee), Fânețe de joasă altitudine (Alopecurus pratensis, Sanguisorba officinalis).
La baza desemnării sitului se află un număr nedeclarat de specii protejate.